# 王鑫 (足球运动员)
王鑫（1967年2月15日—），辽宁大连人，是已退役的中国职业足球运动员，之后曾在陕西国力、山西路虎以及新加坡联赛辽宁广原等足球俱乐部任职，2009年因为之前涉嫌赌球、假球问题而成为足坛焦点人物。

## 简介
王鑫1980年代后期入选沈阳队，司职高中锋，职业联赛第一年代表沈阳六药攻入过两个入球，之后因伤离开球队进入大连铁路，不久退役。2003年，王鑫曾在陕西国力任职，协助当时的总经理王珀。2006年，又以副总经理的身份在山西路虎协助王珀。2007年，王鑫出任新加坡联赛辽宁广原总经理兼领队，涉嫌假球赌球遭起诉，以国内有官司应诉为由先期返回中国。
由于之后未按时回新加坡应诉，2008年底国际刑警新加坡国家中心局发出红色通缉令，要求中国警方协助追捕。2009年，王鑫投案自首，在随后的调查中供认了大量足坛贿赂、假球、赌球的信息，成为2009年11月中国足坛掀起反赌打假风暴的重要原因之一。2009年11月，中国公安部正式向媒体公布王鑫及王珀涉嫌商业贿赂操作足球比赛的案件情况。